# Kalóvolos
Kalóvolos (grec moderne : Καλόβολος) est un îlot, ainsi qu'une localité, située dans le dème de Pátmos (el), dans le district régional de Kálymnos, dans la périphérie d'Égée-Méridionale, en Grèce.
Selon le recensement de 2021, l'îlot est inhabité.